# Біран Ібраа Ваан
Біран Ібраа Ваан (д/н — 1836) — альмамі імамату Фута-Торо. Боровся з кланом Лі.

## Життєпис
Походив з впливового роду Ваан з Мбумби. У 180 році разом із старшим братом Алі доєднався до боротьби за владу в імаматі з кланами Лі і Баал. 1816 року після загибелі брата очолив свій рід. У жовтні 1817 року повалив альмамі Юсуфа Сіре Лі, захопивши владу. Втім самого Бірана невдовзі було позбавлено влади Тафсіром Мамаду.
Біран Ібраа Ваан продовжив боротьбу, у вересні 1819 року повернувши собі трон. Зумів зміцнити своє становище. Уклав союз з Амаром IV, еміром Трарзи, і Ахмеду I, еміром Бракни, проти Амара Фатіма Мборсо, брака Ваало, що уклав союз з Францією. У 1820—1821 роках спільно з союзниками сплюндрував володіння останнього. Але зрештою мусив відізвати війська у лютому 1821 року через повстання Юсуфа сіре Лі. Боротьба з ним тривала до серпня, коли Біран Ібраа Ваан зазнав поразки й втратив владу.
У 1829 році в союзі з Хаматом Ба, мадію області Торо, виступив проти альмамі Юсуфа Сіре Лі. Втім лише 1831 року зумів повалити того, повернувшись на трон. Але боротьба з давнім суперником тривала. Протягом 1833 року на нетривалий час нову став альмамі, але швидко втратив владу. У 1834 році вп'яте Біран Ібраан Ваан повернувся на трон, але вже у березні 1835 року зазнав поразки від Юсуфа Сіре Лі. Проте у червні того ж року повернув собі титул альмамі, перемігши супротивника. 1836 році зазнав поразки від Баабалі Лі. Тоді ж, напевне, помер або загинув.